# Ippolita d'Este
Ippolita d'Este (Ferrara, 6 novembre 1565 – Mirandola, 1º maggio 1602) è stata una nobildonna italiana, ultima contessa consorte di Mirandola e di Concordia (1594–1602) e prima principessa consorte di Mirandola e marchesa consorte di Concordia (1596–1602), per il matrimonio con il sovrano Federico II Pico.

## Biografia
Figlia di Alfonso d'Este, marchese di Montecchio, e della sua seconda moglie Violante Signa, fu sorella per parte di padre di Cesare d'Este, duca di Modena.
Portando in dote 50.000 scudi, sposò a Ferrara il 30 giugno 1594 il coetaneo Federico II Pico della Mirandola, all'epoca conte della Mirandola e della Concordia e poi divenuto primo principe della Mirandola nel 1596 per decreto dell'imperatore Rodolfo II d'Asburgo.
Ippolita fu una grande benefattrice, esortando il marito ad ascoltare anche i sudditi più poveri ed indigenti. Istituì l'opera pia delle mendicanti, prendendone qualcuna con sé a pranzo ogni giorno.
All'inizio del 1602 scoppiò a Mirandola un'epidemia di febbre pestilenziale chiamata burraschetta, che nel giro di tre mesi fece morire oltre 200 persone. I sovrani mirandolesi, che nel frattempo si erano rifugiati a Reggio Emilia, chiesero allora la grazia divina, supplicando l'immagine sacra della Madonna posta sulla porta settentrionale delle mura. Mentre sembrava essersi conclusa l'epidemia, nel mese di aprile Federico II commissionò per grazia ricevuta la costruzione dell'Oratorio della Beata Vergine della Porta (oggi nota come chiesa della Madonnina). Tuttavia, il 20 aprile la principessa Ippolita d'Este cadde vittima della stessa strana influenza, morendo poi il 1º maggio all'età di appena 36 anni. Venne seppellita presso il monastero delle terziarie francescane, a fianco della chiesa di San Francesco. Il dolore per la perdita dell'amatissima compagna causò, quattro mesi più tardi, anche la morte di Federico II e non avendo più figli, il regno del Principato della Mirandola passò al fratello Alessandro I Pico, il quale dovette abbandonare la carriera ecclesiastica.

## Discendenza
Federico II Pico sposò Ippolita d'Este a Ferrara nel 1594 ed ebbero due figli, entrambi morti in giovane età prima dei genitori:
- Fulvia Leonora (29 marzo 1595[11]-poco dopo)
- Lodovico (30 maggio 1596[11]-poco dopo)

## Ascendenza
|                  |   |                           | Genitori               |  |  | Nonni |  |  | Bisnonni        |  |  | Trisnonni          |  |
|                  |   |                           |                        |  |  |       |  |  | Ercole I d'Este |  |  | Niccolò III d'Este |  |
|                  |   |                           |                        |  |  |       |  |  | Ercole I d'Este |  |  | Niccolò III d'Este |  |
|                  |   | Ricciarda di Saluzzo      |                        |  |  |       |  |  | Ercole I d'Este |  |  |                    |  |
| Alfonso I d'Este |   |                           |                        |  |  |       |  |  | Ercole I d'Este |  |  |                    |  |
|                  |   | Eleonora d'Aragona        | Ferdinando I di Napoli |  |  |       |  |  |                 |  |  |                    |  |
|                  |   | Eleonora d'Aragona        | Ferdinando I di Napoli |  |  |       |  |  |                 |  |  |                    |  |
|                  |   | Eleonora d'Aragona        | Isabella di Clermont   |  |  |       |  |  |                 |  |  |                    |  |
| Alfonso d'Este   |   | Eleonora d'Aragona        |                        |  |  |       |  |  |                 |  |  |                    |  |
|                  |   | Francesco Boccacci Dianti | …                      |  |  |       |  |  |                 |  |  |                    |  |
|                  |   | Francesco Boccacci Dianti | …                      |  |  |       |  |  |                 |  |  |                    |  |
|                  |   | Francesco Boccacci Dianti | …                      |  |  |       |  |  |                 |  |  |                    |  |
| Laura Dianti     |   | Francesco Boccacci Dianti |                        |  |  |       |  |  |                 |  |  |                    |  |
|                  |   | …                         | …                      |  |  |       |  |  |                 |  |  |                    |  |
|                  |   | …                         | …                      |  |  |       |  |  |                 |  |  |                    |  |
|                  |   | …                         | …                      |  |  |       |  |  |                 |  |  |                    |  |
| Ippolita d'Este  |   | …                         |                        |  |  |       |  |  |                 |  |  |                    |  |
|                  | … | …                         |                        |  |  |       |  |  |                 |  |  |                    |  |
|                  | … | …                         |                        |  |  |       |  |  |                 |  |  |                    |  |
|                  | … | …                         |                        |  |  |       |  |  |                 |  |  |                    |  |
| …                | … |                           |                        |  |  |       |  |  |                 |  |  |                    |  |
|                  |   | …                         | …                      |  |  |       |  |  |                 |  |  |                    |  |
|                  |   | …                         | …                      |  |  |       |  |  |                 |  |  |                    |  |
|                  |   | …                         | …                      |  |  |       |  |  |                 |  |  |                    |  |
| Violante Segni   |   | …                         |                        |  |  |       |  |  |                 |  |  |                    |  |
|                  |   | …                         | …                      |  |  |       |  |  |                 |  |  |                    |  |
|                  |   | …                         | …                      |  |  |       |  |  |                 |  |  |                    |  |
|                  |   | …                         | …                      |  |  |       |  |  |                 |  |  |                    |  |
| …                |   | …                         |                        |  |  |       |  |  |                 |  |  |                    |  |
|                  |   | …                         | …                      |  |  |       |  |  |                 |  |  |                    |  |
|                  |   | …                         | …                      |  |  |       |  |  |                 |  |  |                    |  |
|                  |   | …                         | …                      |  |  |       |  |  |                 |  |  |                    |  |
|                  |   | …                         |                        |  |  |       |  |  |                 |  |  |                    |  |